# Transport System Bögl
El Transport System Bögl (TSB) es un sistema de levitación magnética que consta de tecnología de control de operaciones sin conductor, vehículos y vías, que ha sido desarrollado el grupo Max Bögl desde 2010. Después de que inicialmente fue diseñado únicamente para el transporte local de pasajeros con distancias de hasta alrededor de 50 kilómetros y una velocidad de 150 km/h, luego se amplió para el transporte de mercancías. Desde 2012, Max Bögl ha estado probando el sistema en una pista de fábrica de 820 metros de largo en la sede de la empresa en Sengenthal. En 2018 se realizaron más de 100.000 viajes de más de 65.000 kilómetros. La Autoridad Federal de Ferrocarriles (EBA) certificó a la TSB en 2020 que las partes esenciales del vehículo cumplen con los requisitos técnicos y pueden ser aprobadas.

## Empresa conjunta china
En 2018, Max Bögl firmó una empresa conjunta con la empresa china Chengdu Xinzhu Road & Bridge Machinery Co. Ltd. para construir una pista de prueba de 3,5 km en Chengdu, China. El socio chino recibirá los derechos exclusivos de producción y comercialización del sistema en China. En 2020, los primeros automóviles destinados a usarse en la pista de pruebas china se transportaron en camión al aeropuerto de Múnich y luego en un avión de carga Antonov An-124 a su destino para una entrada planificada en servicio de prueba ese mismo año.
Max Bögl ha firmado un acuerdo con el gobierno chino para construir un sistema TSB en la ciudad de Chongqing. El sistema TSB en Chongqing será el primer sistema comercial TSB del mundo. La construcción del sistema está prevista para comenzar en 2023 y la puesta en servicio para 2025.
La pista de pruebas de Chengdu es una pista de pruebas para el sistema de transporte de levitación magnética Transport System Bögl (TSB). La pista está ubicada en Chengdu, China, y tiene una longitud de 1,5 kilómetros. La pista se abrió al público en 2019, y se utiliza para probar el rendimiento del sistema TSB en condiciones reales.
La pista de pruebas de Chengdu ha sido un éxito, y ha demostrado que el sistema TSB es una tecnología viable para el transporte urbano. El éxito de la pista de pruebas ha llevado a Max Bögl a firmar un acuerdo con el gobierno chino para construir un sistema TSB comercial en Chongqing.
El sistema TSB en Chongqing será el primer sistema comercial TSB del mundo. La construcción del sistema está prevista para comenzar en 2023 y la puesta en servicio para 2025. El éxito del sistema TSB en Chongqing podría conducir a la construcción de sistemas TSB en otras ciudades de China y en todo el mundo.

## Propuestas para su uso como transporte al aeropuerto
En febrero de 2020, el Ministerio Federal de Digital y Transporte (Alemania) anunció un estudio de viabilidad para el uso de TSB en el aeropuerto de Múnich. En junio de 2020, la CDU de Berlín (entonces en oposición a nivel estatal) propuso construir una línea de la TSB al aeropuerto de Berlín Brandeburgo citando supuestos beneficios de costos en comparación con una extensión del U-Bahn de Berlín.